# Angiopathie

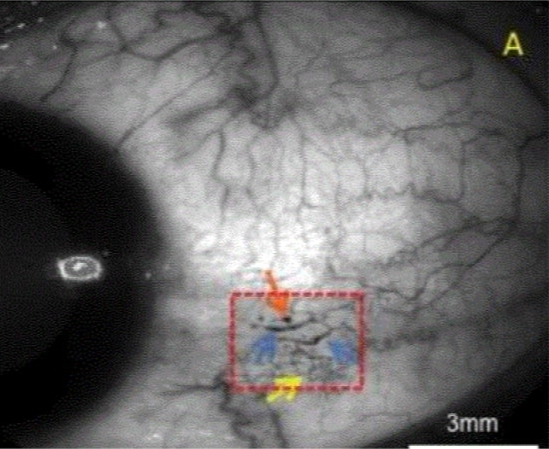
Microangiopathie conjonctivale secondaire à un diabète présentant un microanévrisme (flèche orange), une dilatation des vaisseaux (flèches bleues) et une tortuosité vasculaire (flèche jaune).

Une angiopathie est toute affection concernant les vaisseaux sanguins : artères, veines et capillaires, voire vaisseaux lymphatiques. L'angiopathie la plus connue et la plus répandue est l'angiopathie diabétique, une complication fréquente du diabète chronique.
Le terme est formé à partir du grec ancien άγγείον / angeïov, « vaisseau » et πάθος / pathos, « maladie ».

## Classification
On distingue deux types d'angiopathies :
- Les macroangiopathies qui sont des pathologies des gros vaisseaux, artères et veines. Ce type d'angiopathie est en général une conséquence de l'athérome ou athérosclérose.
- Les microangiopathies qui sont, par opposition, des pathologies des petits vaisseaux, artérioles, veinules et capillaires[1].

## Maladies associées
- Angiopathie amyloïde
- Angiopathie diabétique
- Syndrome de Susac
- Rétinopathie diabétique